# Samorastniki (film)
Samorastniki je slovenski dramski film iz leta 1963 v režiji Igorja Pretnarja, posnet po istoimenski noveli Prežihovega Voranca. Scenarij za film je napisal Vojko Duletič, v glavnih vlogah pa so nastopili Majda Potokar (Meta), Rudi Kosmač (Ožbej), Vladimir Skrbinšek (Karničnik) in Vida Juvan (Hudabivnica). Filmska pripoved je precej podobna literarni predlogi, izpuščena je le okvirna zgodba novele.
Film je dobil leta 1963 na 10. Festivalu jugoslovanskega igranega filma v Pulju:
- Zlato areno za fotografijo Mile de Gleria
- Zlato areno za glavno žensko vlogo Majda Potokar
- Zlato areno za režijo Igor Pretnar